# Oleksiivka, Bilokurakîne
Oleksiivka (în ucraineană Олексіївка) este localitatea de reședință a comunei Oleksiivka din raionul Bilokurakîne, regiunea Luhansk, Ucraina.

## Demografie
Componența lingvistică a localității Oleksiivka
     Ucraineană (94,48%)
     Rusă (5,09%)
Conform recensământului din 2001, majoritatea populației localității Oleksiivka era vorbitoare de ucraineană (94,48%), existând în minoritate și vorbitori de rusă (5,09%).